# Diopsiulus perparvus
Diopsiulus perparvus är en mångfotingart som beskrevs av Filippo Silvestri 1916. Diopsiulus perparvus ingår i släktet Diopsiulus och familjen Stemmiulidae. Inga underarter finns listade i Catalogue of Life.